# Diadème aux fleurs de lys

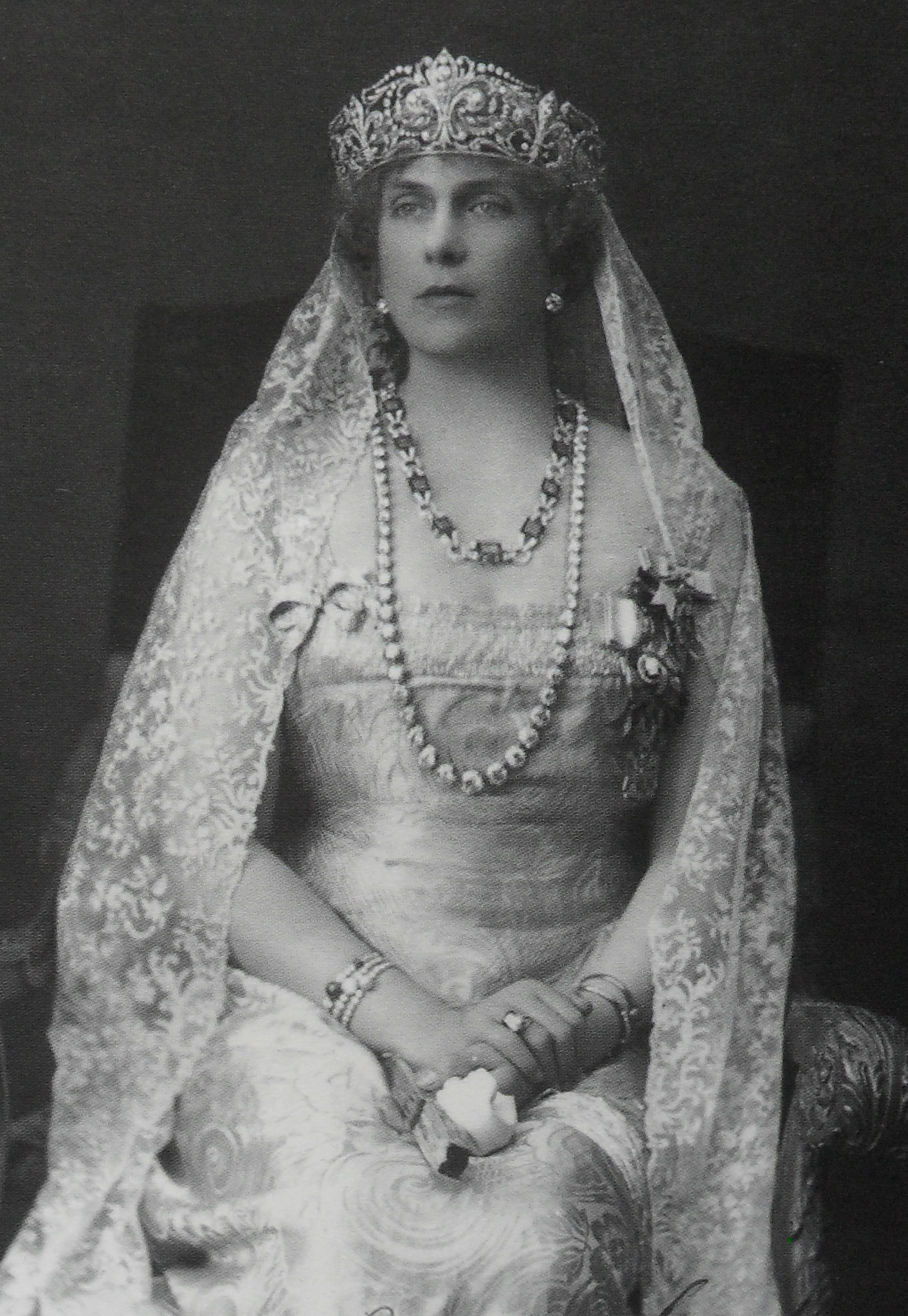
La reine Victoire-Eugénie d'Espagne portant le diadème aux fleurs de lys (1922).

Le diadème aux fleurs de lys (en espagnol : diadema de las lises ou diadema de las flores de lis) est un des joyaux les plus importants que compte la famille royale d'Espagne. Il ne s'agit pas d'un joyau de l'État mais de la propriété privée de la famille royale.
Il est formé de trois fleurs de lys, correspondant aux armoiries de la maison de Bourbon, réalisées en diamants sertis dans du platine. Une grande fleur de lys, avec les plus gros diamants, apparaît dans la partie centrale, avec les deux autres plus petites de part et d'autre. Le reste du diadème est décoré de formes végétales.

## Histoire
Réalisé par la bijouterie Ansorena de Madrid et offert par le roi Alphonse XIII à sa fiancée Victoire-Eugénie de Battenberg en cadeau de mariage en mai 1906, ce diadème est porté par la nouvelle reine d'Espagne le jour de ses noces. Il est enrichi en 1910, par l'ajout de nouveaux éléments et de charnières, permettant d'en agrandir la base,,,.
La famille royale emmène le diadème avec elle en exil en 1931. La reine Victoire-Eugénie le porte à de nombreuses reprises jusqu'en 1967, année où elle le porte pour la dernière fois à l'occasion du dîner de gala précédant le mariage de sa petite-fille l'infante María del Pilar d'Espagne, avant de le transmettre à sa belle-fille, María de las Mercedes de Borbón y Orleans. Il est depuis transmis de génération en génération à l'épouse de l'héritier du trône. María de las Mercedes le porte lors du couronnement de la reine Élisabeth II du Royaume-Uni en 1953.
María de las Mercedes l'offre ensuite à sa belle-fille, Sophie de Grèce. La reine l'utilise lors d'occasions exceptionnelles, notamment lors des visites d'État des monarques étrangers. Elle-même le transmet à sa belle-fille Letizia, qui le porte pour la première fois en 2017, lors de la réception donnée en l'honneur du président argentin, Mauricio Macri,.
Ce diadème est réservé à l'usage des reines d'Espagne. Il n'est en aucun cas porté par les filles du roi, ni par sa belle-fille avant qu'elle ne devienne reine. Bien que cette option ait été envisagée pour le mariage du prince Felipe et de Letizia Ortiz, c'est finalement la tiare de Victoria-Louise de Prusse, grand-mère de la reine Sophie, qui est choisie,.
Le diadème aux fleurs de lys est régulièrement exposé au public. C'est le cas en 2009, lors d'une exposition rétrospective des bijoux d'Ansorena intitulée El esplendor refulgente : la Diadema, au siège madrilène de la bijouterie.